# De Graankorrel
De Graankorrel, Rouketel, Liefdadigheid of Molen van Van Beest is een windmolen in het Rotterdamse Delfshaven. De molen werd gebouwd in 1716, maar na de storm van 6 november 1921 onttakeld. In 1868 kreeg de molen de naam de Graankorrel en omstreeks 1846 de naam Liefdadigheid. Oorspronkelijk heette de molen de Rouketel. Het is een stellingmolen en dus een bovenkruier. De molen staat op de Noordschans 1 in Delfshaven. De molen maalde mout tot moutschroot voor de distilleerderijen.
De kap van de molen werd gekruid met een buitenkruiwerk.

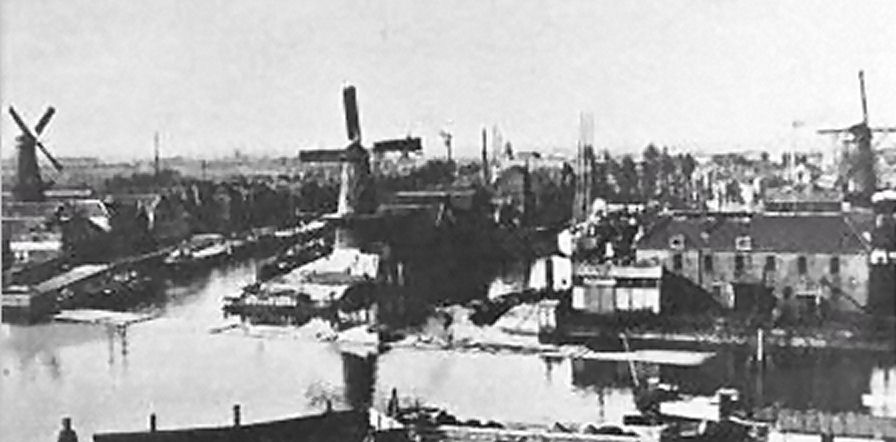
Foto uit 1910. Links: Het Vertrouwen; midden: De Distilleerketel; rechts: De Waakzaamheid

De Distilleerketel · De Hoop Rozenburg · De Lelie · De Nieuwlandse Molen · De Prinsenmolen · De Speelman · De Ster · De Vier Winden · De Zandweg

Voormalige molens

De Arend · De Bartholomeus Everardus · De Blauwe Molen · De Bok · De Bosland · Boezemmolen Nummer 1 · Boezemmolen Nummer 2 · Boezemmolen Nummer 3 · Boezemmolen Nummer 4 · Boezemmolen Nummer 5 · Boezemmolen Nummer 6 · Boezemmolen Nummer 7 · De Ceres · De Cornelis · De Francina · De Goudsblom · De Graankorrel · De Gravenlust · De Haas · Het Zeeuwse Wapen · Hoekmolen · De Hoop Delfshaven · De Hoop IJsselmonde · De Hoop Kralingen · De Hoop Overschie · De Hoop Rotterdam · De Kiesheidschemolen · De Kievit · De Korenaar · De Korenmolen · Kostverlorenmolen · Het Lam · Laantjesmolen · De Liefde · De Lokhorstermolen · De Maria · De Meerkoet · De Naarstigheid · De Noord · Oost-Blommersdijkse Molen · De Oranjeboom · De Pelikaan · Pendrechtse Molen · De Pomp · De Phoenix · De Reus · De Roode Leeuw · Rubroekse Molen · De Schulp · De Valk · Het Vertrouwen · De Vlaggeman · De Waakzaamheid · De Zuid · De Zwaan